# Одержимость (фильм, 1943)
«Одержимость» (итал. Ossessione) — дебютный кинофильм режиссёра Лукино Висконти (1943) с Массимо Джиротти и Кларой Каламаи в главных ролях. Это первая кинолента, выдержанная в эстетике итальянского неореализма и, соответственно, один из краеугольных камней в истории итальянского кинематографа. Некоторые ценители, включая Алена Рене, считают «Одержимость» лучшим фильмом Висконти. Филлип Лопате назвал его лучшим кинодебютом в истории кино.
В основу сюжета лёг основательно переработанный сценаристами криминально-эротический роман Дж. Кейна «Почтальон звонит дважды» (1934). Эта книга была рекомендована Висконти его учителем Жаном Ренуаром, который дал ему машинописную копию текста.

## Сюжет
В трактире близ Феррары появляется бродяга по имени Джино. Красавец-мужчина привлекает внимание Джованны — уставшей от повседневной рутины жены дородного пожилого трактирщика Брагано. Любовная интрижка быстро перерастает во всепоглощающую страсть. Джино предлагает Джованне бежать от Брагано, однако роковая женщина не готова оставить благополучную и сытую жизнь ради рая с милым в шалаше.
Джино оставляет её на дороге и пускается искать счастья в компании коммивояжёра по прозвищу Испанец. Несмотря на открывшуюся перед ним возможность вольной жизни, судьба вновь сводит Джино с роковой женщиной.
Брагано приезжает в город Анкона, чтобы принять участие в конкурсе оперных певцов. Свой успех он отмечает пирушкой в компании жены и Джино. На обратном пути ночью его автомобиль попадает в аварию, и Брагано гибнет. Сцена автокатастрофы в фильме не показана, однако всё указывает на то, что под действием уговоров Джованны смерть трактирщика подстроил Джино.
Молодой человек надеется, что теперь-то обретёт долгожданную свободу вместе с Джованной. Однако постепенно ему становится ясно, что женщина слишком дорожит доставшимся от супруга наследством, чтобы покинуть насиженные места. Кроме того, она планирует получить за его смерть крупную страховку, чем вызывает у Джино подозрения в том, что она использовала его для осуществления собственных корыстных планов.
Пока Джино заливает алкоголем гложущую его вину в смерти Брагано, полиция продолжает расследование автокатастрофы. Получив доказательства вины Джино, комиссар полиции отдаёт приказ о его задержании. Поругавшись с Джованной на пыльных улицах Феррары, мужчина проводит время в компании проститутки. Он вовремя узнаёт о грозящем ему аресте и тайно возвращается к Джованне, чтобы начать отношения с чистого листа.
После бурной любовной сцены на пляже влюблённые садятся в машину, чтобы уехать из постылого трактира. В условиях плохой видимости Джино теряет управление автомобилем. Автокатастрофа повторяется, на этот раз перед глазами зрителя. Беременная Джованна гибнет, Джино безутешен, и тут появляется полиция, чтобы арестовать его по обвинению в двойном убийстве — Джованны и её мужа.

## В ролях
- Массимо Джиротти — Джино Коста
- Клара Каламаи — Джованна Брагана
- Диа Кристиани — Анита
- Элио Маркуццо — Испанец
- Витторио Дузе — агент полиции
- Микеле Риккардини — дон Ремигио
- Хуан де Ланда — Джузеппе Брагана

## Судьба фильма
Фильм снимался на исходе правления Муссолини в обстановке полусекретности на деньги, вырученные Висконти от продажи фамильных драгоценностей. Имя Кейна не упомянуто в титрах в связи с отсутствием у итальянцев прав на адаптацию его романа. Автор сценария и ассистент режиссёра Джузеппе Де Сантис назвал фильм «пропитанным ароматом спермы и смерти». Монтажёр Марио Серандреи писал режиссёру: «Это кино особого рода, я такое вижу впервые и обозвал бы его неореализмом» (первое употребление термина). Премьера «Одержимости» в итальянской столице произвела эффект разорвавшейся бомбы:

На фоне бутафорских исторических колоссов и демагогии муссолиниевской кинопропаганды появилась картина, не тронутая полировкой и лаком. Джиротти сыграл беспутного и нагловатого бродягу, которого на преступление толкает не только страсть к женщине, но и душевная неприкаянность, утрата корней.
— Андрей Плахов
Премьерный показ «Одержимости» описывается очевидцами по-разному. На нём присутствовал сын дуче, Витторио Муссолини, который якобы выкрикнул: «Это не Италия!» Другие вспоминают, что Муссолини фильм понравился. Провинциальные власти, наоборот, приняли фильм в штыки; известен случай, когда для освящения «осквернённого» фильмом кинотеатра приглашали епископа.
По требованию фашистских цензоров «оболгавший итальянскую глубинку» фильм был несколько раз перемонтирован, а его негатив был сожжён. По этой причине, а также из-за сложностей с авторскими правами на протяжении десятилетий фильм был практически недоступен для просмотра. Только на исходе жизни Висконти осуществил его восстановление на основе сохранившегося у него неполного контратипа. Ныне «Одержимость» расценивается в качестве одной из самых новаторских и совершенных картин Висконти.

## Другие версии сюжета
До Висконти роман Кейна был уже экранизирован одним из режиссёров французского поэтического реализма Пьером Шеналем, который экспериментировал с новыми жанрами. Через 3 года после выхода выхода фильма Висконти в Голливуде по роману был снят коммерчески успешный фильм-нуар. Несмотря на классический статус этой ленты, рецензент The New York Times заявил, что сравнивать его с фильмом Висконти — всё равно, что сравнивать рекламный ролик McDonald's с постановкой «Травиаты».
Массимо Джиротти впоследствии сыграл аналогичную роль в дебютном фильме другого кинорежиссёра с очень похожим сюжетом. Это был фильм Микеланджело Антониони «Хроника одной любви» (1950).